# Polygonatum altelobatum
Polygonatum altelobatum là một loài thực vật có hoa trong họ Măng tây. Loài này được Hayata miêu tả khoa học đầu tiên năm 1915.